# Liste der Senatoren der Vereinigten Staaten aus South Dakota
Die Liste der Senatoren der Vereinigten Staaten aus South Dakota führt alle Personen auf, die jemals für diesen Bundesstaat dem US-Senat angehört haben, nach den Senatsklassen sortiert. Dabei zeigt eine Klasse, wann dieser Senator wiedergewählt wird. Die Senatoren der class 2 wurden zuletzt im November 2020 wiedergewählt, die Wahlen der Senatoren der class 3 fanden im Jahr 2022 statt.

## Klasse 2

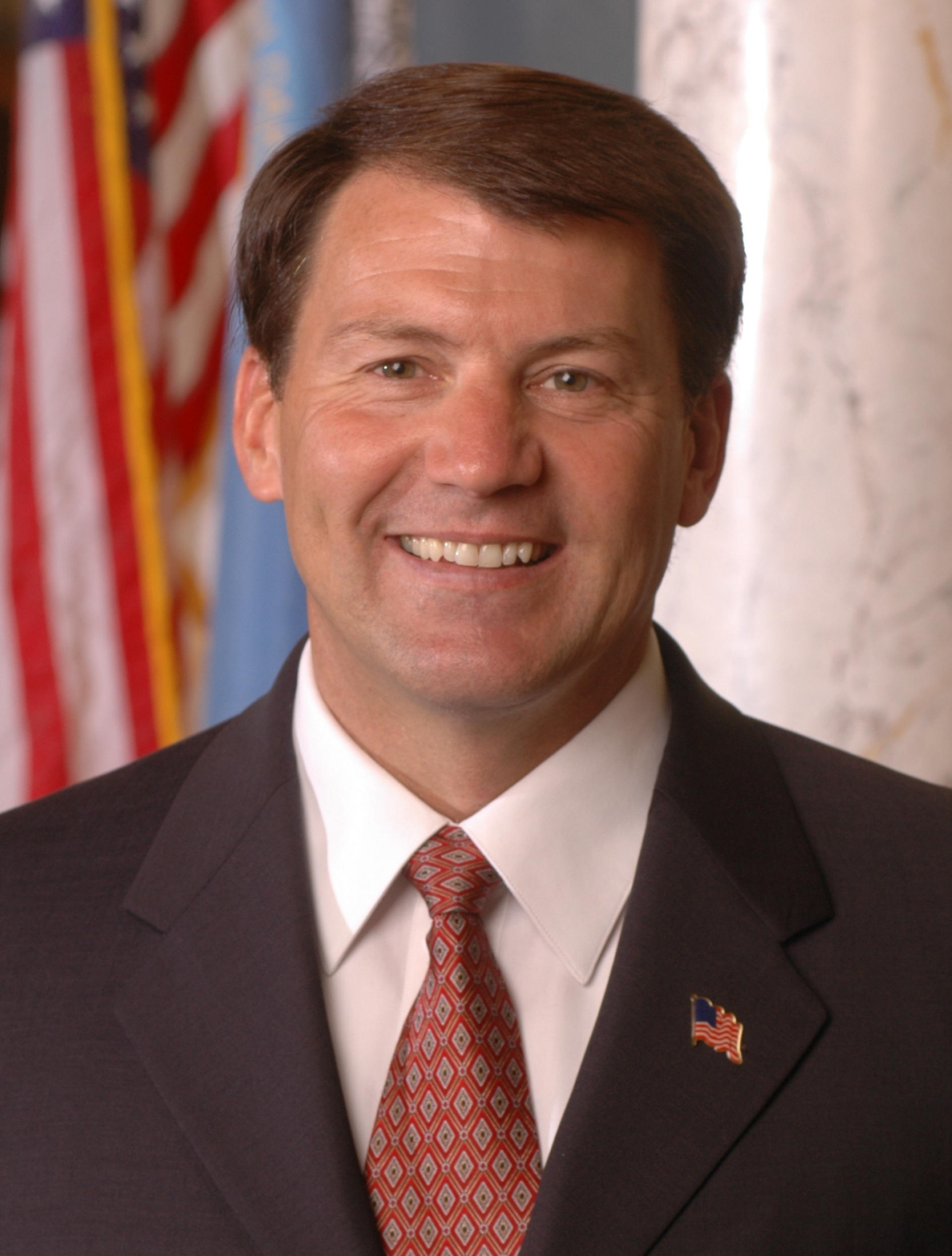
Mike Rounds

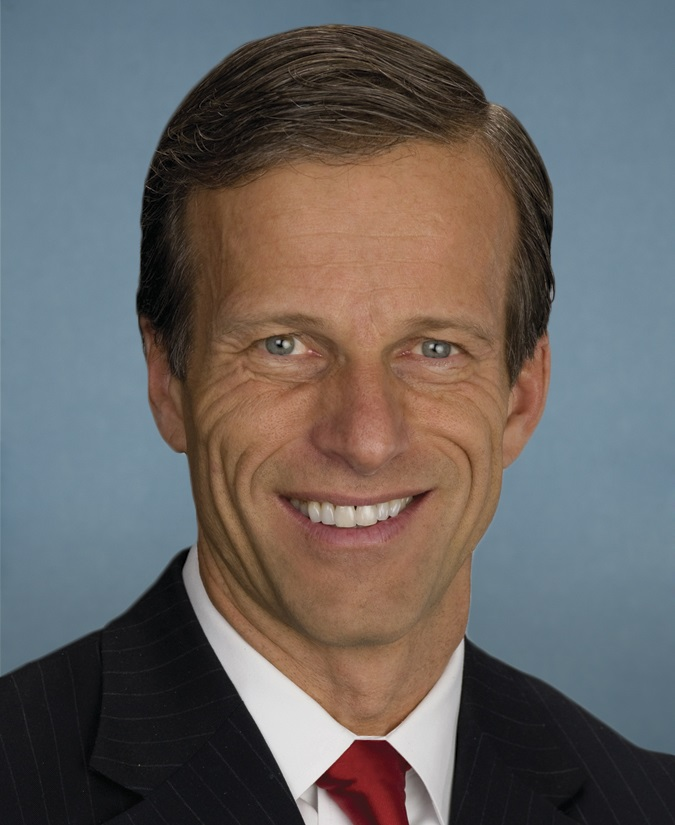
John Thune

South Dakota, seit dem 2. November 1889 US-Bundesstaat, hatte bis heute zwölf Senatoren der class 2 im Kongress.
| Name                       | Amtszeit  | Partei       | Lebensdaten                        |
| -------------------------- | --------- | ------------ | ---------------------------------- |
| Richard Franklin Pettigrew | 1889–1901 | Republikaner | 23. Juli 1848–5. Oktober 1926      |
| Robert Jackson Gamble      | 1901–1913 | Republikaner | 7. Februar 1851–22. September 1924 |
| Thomas Sterling            | 1913–1925 | Republikaner | 21. Februar 1851–26. August 1930   |
| William Henry McMaster     | 1925–1931 | Republikaner | 10. Mai 1877–14. September 1968    |
| William John Bulow         | 1931–1943 | Demokrat     | 13. Januar 1869–26. Februar 1960   |
| Harlan John Bushfield      | 1943–1948 | Republikaner | 6. August 1882–27. September 1948  |
| Vera Cahalan Bushfield     | 1948      | Republikaner | 9. August 1889–16. April 1976      |
| Karl Earl Mundt            | 1948–1973 | Republikaner | 3. Juni 1900–16. August 1974       |
| James George Abourezk      | 1973–1979 | Demokrat     | 24. Februar 1931–24. Februar 2023  |
| Larry Lee Pressler         | 1979–1997 | Republikaner | * 29. März 1942                    |
| Timothy Peter Johnson      | 1997–2015 | Demokrat     | 28. Dezember 1946–8. Oktober 2024  |
| Marion Michael Rounds      | seit 2015 | Republikaner | * 24. Oktober 1954                 |

## Klasse 3
South Dakota stellte bis heute 15 Senatoren der class 3.
| Name                    | Amtszeit  | Partei                        | Lebensdaten                       |
| ----------------------- | --------- | ----------------------------- | --------------------------------- |
| Gideon Curtis Moody     | 1889–1891 | Republikaner                  | 16. Oktober 1832–17. März 1904    |
| James Henderson Kyle    | 1891–1901 | Populist ab 1901 Republikaner | 24. Februar 1854–1. Juli 1901     |
| Alfred Beard Kittredge  | 1901–1909 | Republikaner                  | 28. März 1861–4. Mai 1911         |
| Coe Isaac Crawford      | 1909–1915 | Republikaner                  | 14. Januar 1858–25. April 1944    |
| Edwin Stockton Johnson  | 1915–1921 | Demokrat                      | 26. Februar 1857–19. Juli 1933    |
| Peter Norbeck           | 1921–1936 | Republikaner                  | 27. August 1870–20. Dezember 1936 |
| Herbert Emery Hitchcock | 1936–1938 | Demokrat                      | 22. August 1867–17. Februar 1958  |
| Gladys Pyle             | 1938–1939 | Republikaner                  | 4. Oktober 1890–14. März 1989     |
| John Chandler Gurney    | 1939–1951 | Republikaner                  | 21. Mai 1896–9. März 1985         |
| Francis Higbee Case     | 1951–1962 | Republikaner                  | 9. Dezember 1896–22. Juni 1962    |
| Joseph Henry Bottum     | 1962–1963 | Republikaner                  | 7. August 1903–4. Juli 1984       |
| George Stanley McGovern | 1963–1981 | Demokrat                      | 19. Juli 1922–21. Oktober 2012    |
| James Abdnor            | 1981–1987 | Republikaner                  | 13. Februar 1923–16. Mai 2012     |
| Thomas Andrew Daschle   | 1987–2005 | Demokrat                      | * 9. Dezember 1947                |
| John Randolph Thune     | seit 2005 | Republikaner                  | * 7. Januar 1961                  |